# Gyeongseong Creature
Gyeongseong Creature (koreanischer Originaltitel: 경성크리처; RR: Gyeongseong Keuricheo) ist eine südkoreanische Serie, die von Studio Dragon, Story & Pictures Media und Kakao Entertainment für Netflix umgesetzt wird. Die Serie wurde am 22. Dezember 2023 weltweit auf Netflix veröffentlicht. Staffel 1 wurde dabei in zwei Teile gesplittet: Teil 1 mit den Episoden 1–7 wurde am 22. Dezember 2023 veröffentlicht, während Teil 2 mit den Episoden 8–10 am 5. Januar 2024 erschien. Staffel 2 wurde am 27. September 2024 auf Netflix hinzugefügt.

## Handlung
Im Frühjahr 1945, während der Kolonialherrschaft Japans über Korea, stürzt die Stadt Gyeongseong in eine Ära tiefster Finsternis. Kreaturen, entsprungen menschlicher Habgier, bringen Chaos, Unheil und Tod in eine Stadt, die ohnehin schwere Zeiten durchmacht.

## Besetzung und Synchronisation
Die deutschsprachige Synchronisation entstand basierend auf der Übersetzung von Ok-hee Jeong und Jonas Palussek nach den Dialogbüchern von Janne von Busse, Martina Liu, Marie-Jeanne Widera und Matthias Kupfer sowie unter der Dialogregie von Max Felder durch die Synchronfirma FFS Film- & Fernseh-Synchron in München.

### Hauptdarsteller
| Rolle                       | Schauspieler  | Synchronsprecher    |
| --------------------------- | ------------- | ------------------- |
| Jang Tae-sang / Jang Ho-jae | Park Seo-joon | Xiduo Zhao          |
| Yoon Chae-ok                | Han So-hee    | Leslie-Vanessa Lill |
| Yukiko Maeda                | Kim Soo-hyun  | Laura Maire         |
| Captain Kuroko              | Lee Moo-saeng | Markus Pfeiffer     |
| Seung-jo                    | Bae Hyun-sung | Mio Lechenmayr      |

### Nebendarsteller
| Rolle                  | Schauspieler   | Synchronsprecher   |
| ---------------------- | -------------- | ------------------ |
| Frau Nawol             | Kim Hae-sook   | Bettina Redlich    |
| Frau Maeda             | Son Sook       | Uschi Wolff        |
| Yoon Jung-won          | Jo Han-chul    | Frank Schaff       |
| Kwon Jun-taek          | Wi Ha-joon     | Patrick Roche      |
| Gu Gap-pyeong          | Park Ji-hwan   | Claus-Peter Damitz |
| Na Young-chun          | Ok Ja-yeon     | Ilena Gwisdalla    |
| Yuh Myung-jun          | Lee Sung-wook  | Julian Bayer       |
| Kwon Yong-gil          | Heo Joon-seok  | Paul Sedlmeir      |
| Noh Ji-su              | Han Dong-hee   | Lisa Surmann       |
| Ahn Jong-hyeok         | Park Tae-in    | Leonard Rosemann   |
| Shin Ji-oh             | Park Sung-geun | Hans-Georg Panczak |
| Song-a                 | Kang Ji-woo    | Florentine Panizza |
| Myeong-ja              | Ji Woo         | Sarah Förster      |
| Soma                   | Jo Jae-ryong   | Nicolai Mondschein |
| Oma von Ahn Jong-hyeok | Park Hye-jin   | Dagmar Dempe       |
| Zeitungsjunge          | Im Tae-poong   | Adrian Arnold      |

## Episodenliste

### Staffel 1

#### Teil 1
| Nr. (ges.)                                                                                        | Nr. (St.) | Deutscher Titel | Originaltitel |
| ------------------------------------------------------------------------------------------------- | --------- | --------------- | ------------- |
| 1                                                                                                 | 1         | Najin           | 나진 (納人)   |
| 2                                                                                                 | 2         | Mutter          | 성심 (惺沁)   |
| 3                                                                                                 | 3         | Signal          | 신호 (信號)   |
| 4                                                                                                 | 4         | Prägung         | 각인 (刻印)   |
| 5                                                                                                 | 5         | Verzweiflung    | 사투 (死鬪)   |
| 6                                                                                                 | 6         | Chaos           | 혼돈 (混沌)   |
| 7                                                                                                 | 7         | Versteckspiel   | 술래 (鬼)     |
| Am 22. Dezember 2023 wurden alle Folgen von Teil 1 der ersten Staffel bei Netflix veröffentlicht. |           |                 |               |

#### Teil 2
| Nr. (ges.)                                                                                     | Nr. (St.) | Deutscher Titel | Originaltitel |
| ---------------------------------------------------------------------------------------------- | --------- | --------------- | ------------- |
| 8                                                                                              | 8         | Erwachen        | 자각 (自覺)   |
| 9                                                                                              | 9         | Grausamkeit     | 야만 (野蠻)   |
| 10                                                                                             | 10        | Zerrissenheit   | Tear          |
| Am 5. Januar 2024 wurden alle Folgen von Teil 2 der ersten Staffel bei Netflix veröffentlicht. |           |                 |               |

### Staffel 2
| Nr. (ges.)                                                                               | Nr. (St.) | Deutscher Titel        | Originaltitel |
| ---------------------------------------------------------------------------------------- | --------- | ---------------------- | ------------- |
| 11                                                                                       | 1         | Ho-jae                 | 호재          |
| 12                                                                                       | 2         | Zeichen                | 흔적          |
| 13                                                                                       | 3         | Gedächtnislücken       | 파편          |
| 14                                                                                       | 4         | Die andere Seite       | 이면          |
| 15                                                                                       | 5         | Das Monster            | 괴물          |
| 16                                                                                       | 6         | Köder                  | 미끼          |
| 17                                                                                       | 7         | Ein Mann an der Grenze | 경계인        |
| Am 27. September 2024 wurden alle Folgen der zweiten Staffel bei Netflix veröffentlicht. |           |                        |               |